# Камі (Міяґі)

38°34′19″ пн. ш. 140°51′18″ сх. д. / 38.57194° пн. ш. 140.85500° сх. д.
Ка́мі (яп. 加美町, かみまち, МФА: [kamʲi mat͡ɕi̥]) — містечко в Японії, в повіті Камі префектури Міяґі. Станом на 1 жовтня 2008 площа містечка становила 460,82 км². Станом на 1 січня 2009 населення містечка становило 26 231 осіб.